# Giacomo Di Chirico

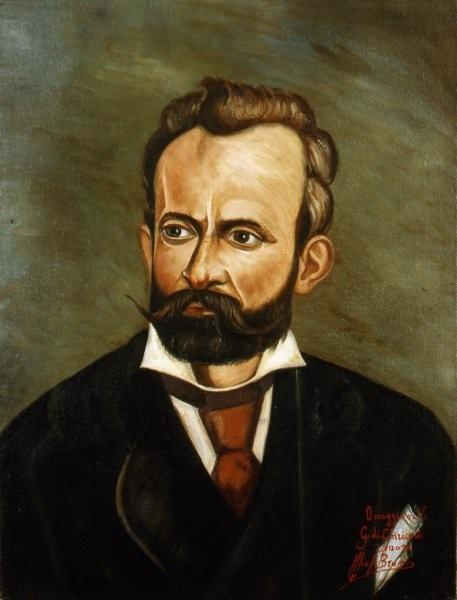
Zelfportret

Giacomo Ernesto Eduardo Di Chirico (Venosa, 27 januari 1844 – Napels, 26 december 1883) was een Italiaanse schilder. Ondanks zijn korte carrière was hij met Domenico Morelli en Filippo Palizzi een van de belangrijkste schilders van de zogeheten Napolitaanse School in de 19e eeuw.

## Biografie
Di Chirico werd geboren in een gezin dat het niet breed had. Zijn vader Luigi was timmerman. Zijn moeder heette Caterina Savino. De gezinssituatie werd nog moeilijker toen vader Luigi in 1847 stierf. Giacomo was op dat moment net drie jaar oud. Zijn schoolperiode doorliep hij bij een school die werd geleid door pater Giuseppe Gianturco, een broer van de politicus Emanuele Gianturco. Deze school was speciaal opgericht voor kinderen uit de armere milieus. Om bij te dragen aan het gezinsinkomen ging hij werken in een kapperswinkel. Ondertussen werd hij steeds meer gegrepen door de kunst. Dit kwam door de invloed van zijn twintig jaar oudere broer Nicola, een beeldhouwer.
Di Chirico begon met het tekenen van kleine portretten. Deze liet hij aan mensen uit zijn omgeving zien en die reageerden hier met bewondering op. Door deze stimulansen besloot hij een carrière als kunstschilder te beginnen. Van de gemeente Venosa kreeg hij een maandelijkse toelage en zo kon hij zich inschrijven in de Academie voor Schone Kunsten in Napels. Wel gold de voorwaarde dat hij deze toelage alleen kon behouden wanneer zijn resultaten uitstekend zouden blijven. In 1865 begon hij lessen te volgen bij Tommaso De Vivo en Francesco De Sanctis.
Van 1868 tot 1871 woonde hij in Rome, waar hij zich op artistiek gebied verder ontplooide. Daarna keerde hij terug naar Napels en sloot vriendschap met Domenico Morelli en Filippo Palizzi. Als leerlingen kreeg hij hier Antonio Ferrigno en Pietro Scoppetta.
Vanaf 1873 begon hij veel onderwerpen uit de lokale volkscultuur te schilderen. Palmzondag is een van zijn meest kenmerkende schilderijen. Hiervoor kreeg hij in 1874 een zilveren medaille bij de tentoonstelling in Ferrara ter gelegenheid van het vierhonderdste geboortejaar van Ariosto. Het schilderij Bruiloft in Basilicata had veel succes. Het werd zelfs in het buitenland geëxposeerd: in 1877 in Parijs, in 1879 in Wenen en in 1882 in München. Het werk beïnvloedde de Venetiaanse schilder Giovanni Biasin. Deze schilderde het stuk Impressie van een schilderij van Di Chirico, waarvoor hij elementen gebruikte van het schilderij van Di Chirico. Het werk werd aangekocht door de Parijse kunsthandelaar Adophe Goupil, die ook andere stukken van Di Chirico exposeerde bij zijn firma Goupil & Cie te Parijs.
In 1878 trouwde hij in Maiori met Emilia D’Amato, bij wie hij een dochter kreeg, Maria. Al tijdens zijn leven kreeg hij veel erkenning: de Ereprijs van de jury bij de Nationale Kunsttentoonstelling in Napels, twee gouden medailles van de gemeente Venosa en de toenmalige provincie Basilicata en het Ridderkruis van de Italiaanse Kroon uit handen van koning Vittorio Emanuele II. In 1877 en 1878 was hij als docent verbonden aan de Academie voor Schone Kunsten in Napels.
Zijn voorspoedige carrière werd vrij plotseling afgebroken, toen er zich bij hem tekenen van krankzinnigheid openbaarden. Hij werd in 1882 opgenomen in een verpleeginstelling. Na een periode waarin hij meerdere keren zijn rentree maakte in de kunstwereld, stierf hij in 1883 te Napels. Hij werd slechts 39 jaar oud.

## Galerij

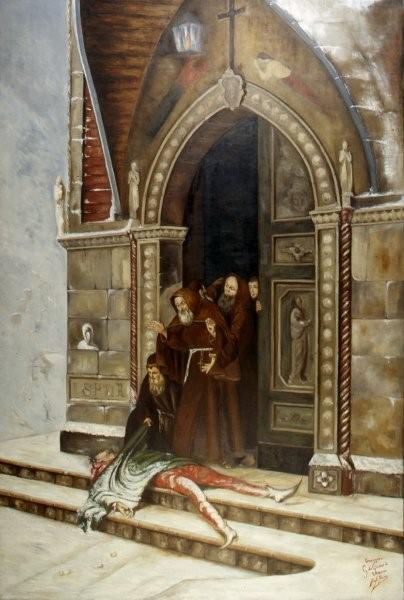
Buoso da Duera
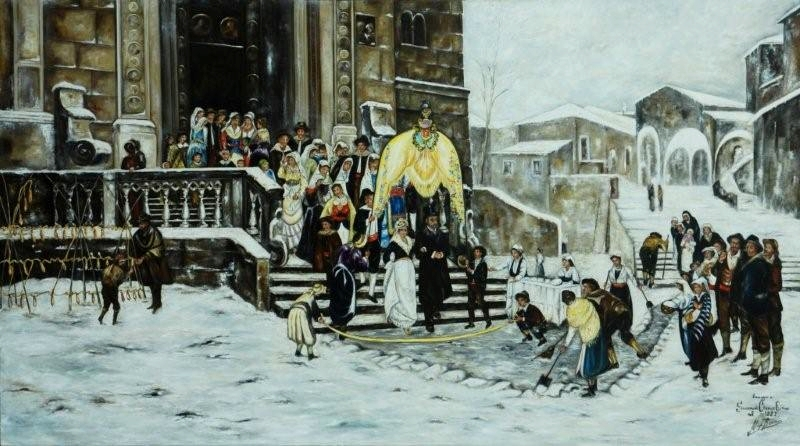
Bruiloft in Basilicata
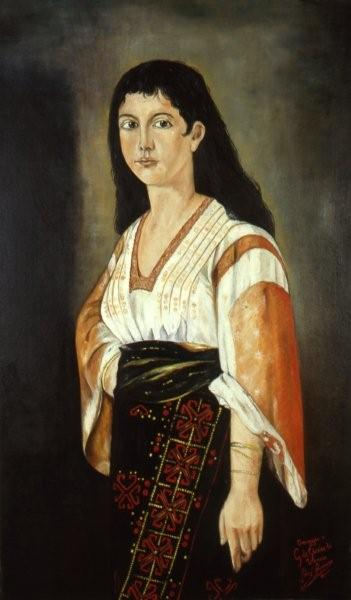
Vrouw uit Basilicata
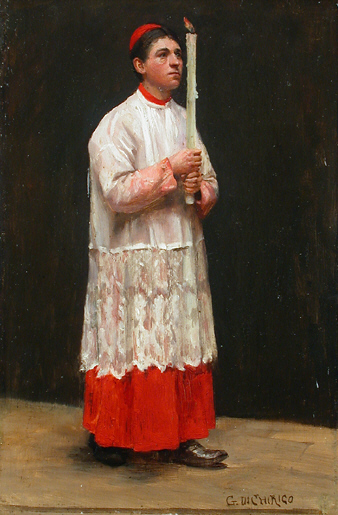
De Misdienaar
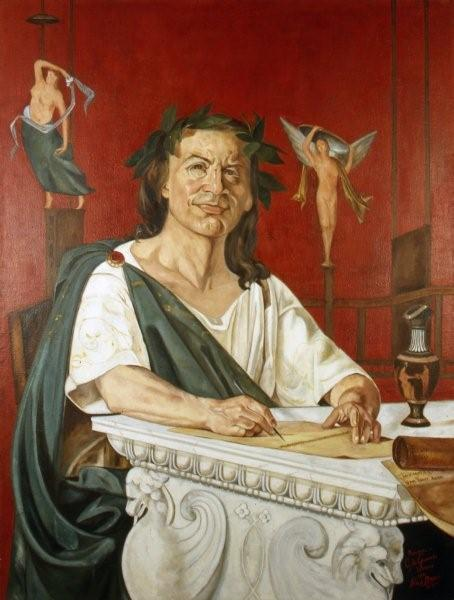
Quintus Horatius Flaccus
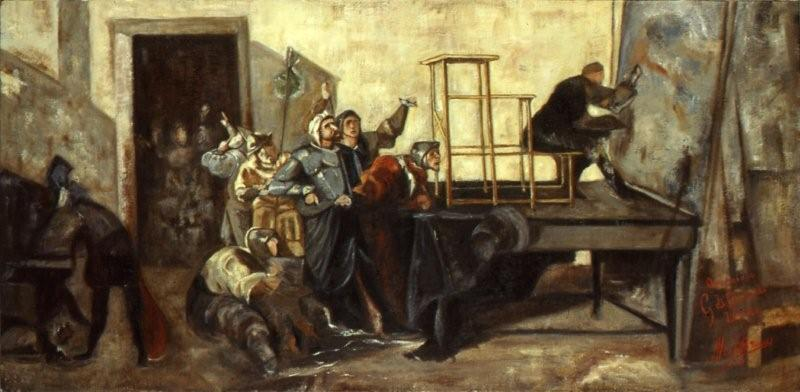
Lansknechten in het atelier van de schilder

## Onderscheidingen
- Ridder in de Orde van de Kroon van Italië